# Martin Walser
Martin Johannes Walser (Wasserburg am Bodensee, 24 maart 1927 – Überlingen, 26 juli 2023) was een Duits schrijver van romans, verhalen en toneel, en vooraanstaand intellectueel.

## Leven
Walser werd geboren als zoon van een kolenboer en houder van een stationsrestauratie. Nadat hij begin 1944 toetrad tot de ‘Reichsarbeitsdienst’, maakte hij het einde van de Tweede Wereldoorlog mee als soldaat bij de Wehrmacht. Tevens was hij vanaf 1944 lid van de NSDAP. Na de oorlog studeerde hij literatuurwetenschap, geschiedenis en filosofie in Regensburg en aan de Eberhard-Karls-Universiteit in Tübingen, alwaar hij in 1951 promoveerde met een dissertatie over Franz Kafka.
Reeds tijdens zijn studieperiode werkte Walser als journalist en begon hij te werken als schrijver, aanvankelijk van hoorspelen. In 1953 sloot hij zich aan bij het literaire genootschap Gruppe 47. Na zijn romandebuut in 1957 werd hij voltijdliterator. Vanaf de jaren zestig kenmerkte zijn leven zich in belangrijke mate door een sterk politiek engagement. Samen met andere linkse intellectuelen, waaronder Günter Grass, zette hij zich in voor de verkiezing van Willy Brandt als Bondskanselier, hij versloeg het Auschwitzproces in Frankfurt in 1963 en hij voerde nadrukkelijk actie tegen de Vietnamoorlog. In de jaren zeventig gold hij als sympathisant van de Deutsche Kommunistische Partei en in de jaren tachtig werd hij een belangrijk pleitbezorger van de Duitse hereniging.
In 1998 baarde Walser opzien met een lezing in de Sint-Paulskerk te Frankfurt am Main, ter ere van de ontvangst van de Vredesprijs van de Duitse Boekhandel. In deze lezing verwijt hij vooraanstaande Duitse groeperingen en politici misbruik te maken van de misdaden door de nationaalsocialisten door deze voortdurend te thematiseren en zich daarmee systematisch aan de “goede kant van het gelijk” te scharen. Volgens Walser werd het tijd een streep onder het verleden te trekken.
Walsers voorzichtige afwending van het linkse kamp in Duitsland, eigenlijk al vanaf de jaren tachtig, werd gemarkeerd door de sleutelroman Dood van een criticus (2002), waarin hij de linkse literatuurcriticus Marcel Reich-Ranicki hekelde. Dit kwam hem vooral vanuit linkse hoek op veel kritiek te staan en zelfs op verwijten van antisemitisme.
In 2007 stelde het Duitse culturele magazine ‘Cicero’ een lijst samen met de 500 belangrijkste nog levende Duitstalige intellectuelen en zette Walser op de tweede plaats, na Paus Benedictus XVI.
Walser overleed op 96-jarige leeftijd.

## Typering van zijn werk
Walser schreef hoofdzakelijk romans en verhalen, maar ook toneel. Zijn werk typeerde zich vooral door de tekening van innerlijke conflicten, later vaak in combinatie met de tragiek van het ouder worden (de ouder wordende man die verliefd wordt op een veel jongere vrouw). Een steeds terugkerend thema vormden de mislukkingen in het leven van zijn antihelden. Ze zijn niet opgewassen tegen de eisen die aan hen gesteld worden, door anderen of door henzelf. Dat de innerlijke strijd die dat oplevert steeds onderhuids blijft, zich onzichtbaar afspeelt in het zielenleven van de hoofdpersonen en dat de uiterlijke gebeurtenissen slechts bijzaak zijn, maakte hem tot een typisch Duits schrijver van na de oorlog, in de geest van Heinrich Böll, Peter Handke en Siegfried Lenz.

## Werken (selectie)
- Ehen in Philippsburg (1957), zijn romandebuut;
- Der Abstecher (1961), zijn eerste toneelstuk;
- Halbzeit (1960), Das Einhorn, (1966) en Der Sturz (1973), romantrilogie over het verloren gaan van menselijke waarden onder druk van economische waarden, maar ook over het ouder worden;
- Jenseits der Liebe (1976), waarin de onmenselijkheid van het zakenleven op de korrel wordt genomen;
- Ein fliehendes Pferd (1978), over twee mannen, Buch die een schijnleven leidt en Halm die vlucht in introversie;
- Seelenarbeit (1979), over een man die zich helemaal aanpast aan de wensen van zijn chef;
- Das Schwanenhaus (1980), over een succesvolle man en diens innerlijke conflicten;
- Brief an Lord Liszt (1982), over de antiheld Franz Horn;
- Messmers Reisen (1985), een reisdagboek bij wijze van zelfonderzoek;
- Brandung (1985) over een Amerikaanse professor die verliefd wordt op een studente;
- Dorle und Wolf (1987), over het thema van de Duitse tweedeling;
- Ein springender Brunnen (1998), over een jongen die opgroeit tijdens het opkomende fascisme in de jaren dertig;
- Der Lebenslauf der Liebe (2001), een Madame Bovary-achtige roman;
- Tod eines Kritikers (2002), over Marcel Reich-Ranicki;
- Der Augenblick der Liebe (2002), over een liefdesrelatie tussen de oudere geleerde Zurn met een jongere studente;
- Angstblüte (2004), over een bejaarde beleggingsadviseur die zich laat inpalmen door een jonge actrice, waardoor hij zijn huwelijk verspeelt en uiteindelijk met lege handen achterblijft;
- Ein liebender Mann (2008) over de 73-jarige Goethe die verliefd wordt op de 19-jarige Ulrike von Levetzow.

## Nederlandse vertalingen
- Huwelijken in Philippsburg (1960) door M. Coutinho, verschenen bij De Bezige Bij;
- Een vluchtend paard (1979) door W. Wielek-Berg, verschenen bij Elsevier Manteau;
- Ziele-arbeid (1980) door Martin Mooij, verschenen bij Elsevier Manteau;
- Het Zwanenhuis (1982) door Martin Mooij, verschenen bij Elsevier Manteau;
- Brief aan Lord Liszt (1983) door Martin Mooij, verschenen bij Manteau;
- Branding (1986) door Martin Mooij, verschenen bij Elsevier;
- Dorle & Wolf (1987) door Martin Mooij, verschenen bij Amber;
- Een springende fontein (1999) door Ria van Hengel, verschenen bij De Geus;
- De levensloop der liefde (2002) door Ria van Hengel, verschenen bij De Geus;
- Dood van een criticus (2003) door Pim Lukkenaer, verschenen bij De Geus;
- Messmers reizen (2004) door Ria van Hengel, verschenen bij De Geus;
- Een ogenblik van liefde (2007) door Ria van Hengel, verschenen bij De Geus;
- Een liefhebbende man (2009) door Ria van Hengel, verschenen bij De Geus;
- Angstbloesem (2010) door Gerrit Bussink, verschenen bij De Geus.

## Prijzen (selectie)
- Georg-Büchner-Preis (1981)

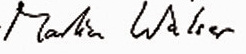
Handtekening Martin Walser

- Orde van Verdienste van de Bondsrepubliek Duitsland (1987)
- Pour le Mérite voor Wetenschap en Kunst (1992)
- Vredesprijs van de Duitse Boekhandel (1998)